# Mike Silverman

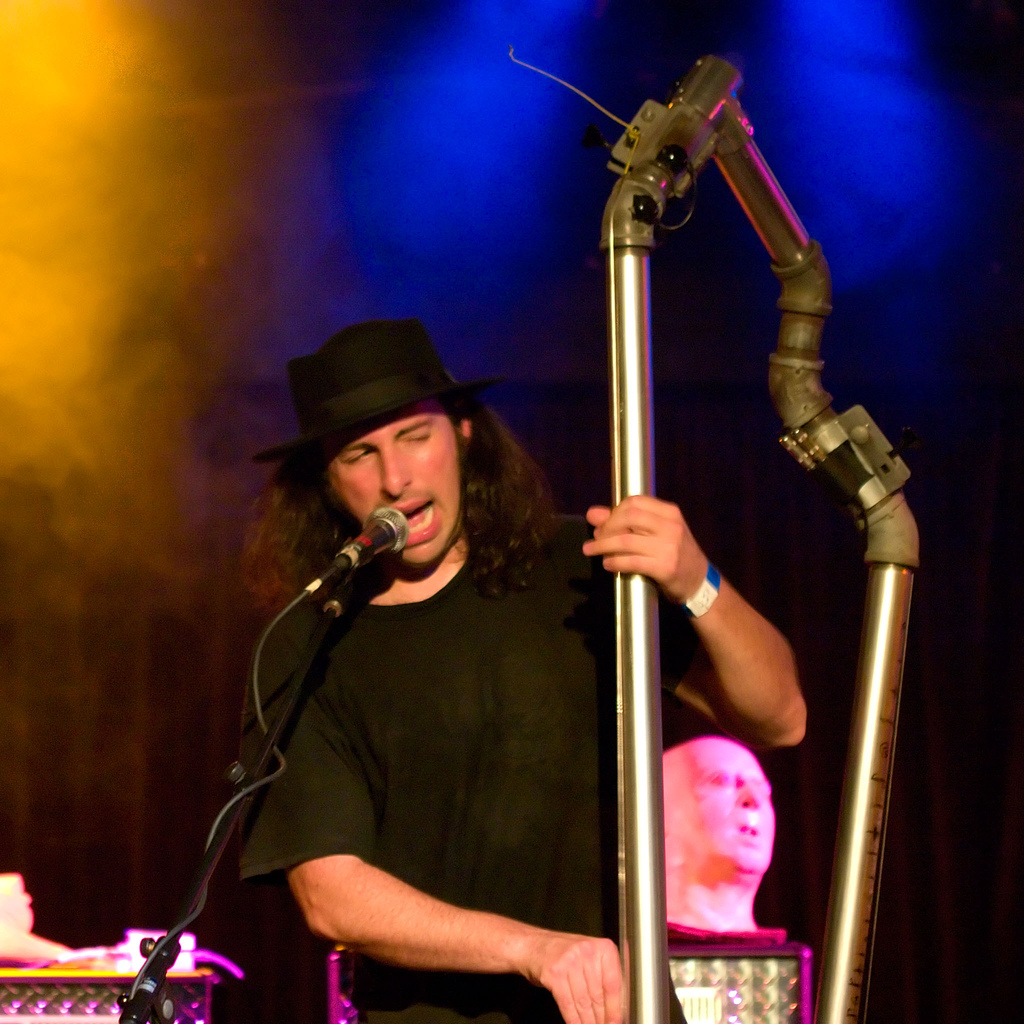
That 1 Guy live im April 2006

Mike Silverman, besser bekannt als That 1 Guy, ist ein US-amerikanischer Musiker und Straßenkünstler aus Berkeley, Kalifornien. Zu seinen Markenzeichen zählt die Magic Pipe, ein von ihm entwickeltes und gebautes, über zwei Meter großes Instrument aus galvanisierten Metallrohren, Klebeband, diversen Kleinteilen aus dem Eisenwarenhandel sowie zwei einzelnen Saiten. Ein weiteres Erkennungsmerkmal sind Silvermans teilweise bizarre Liedtexte.

## Werdegang
Silverman erhielt eine klassische Ausbildung zum Kontrabassisten am San Francisco Conservatory of Music, später studierte er Jazzbass am Los Medanos College und spielte in zahlreichen Jazzbands der US-amerikanischen Westküste sowie als Sessionmusiker für Dewey Redman, Buddy Collette, Tom Waits und Karry Walker.
Mit den Möglichkeiten des Kontrabasses unzufrieden entwickelte er, auch aus Frust über die schlechten Gagen seiner Band The Fabulous Hedgehogs die Magic Pipe und spielte seitdem nie wieder öffentlich Bass.
2000 entstand das Konzept zu That 1 Guy und im gleichen Jahr erarbeitete Silverman sein Debütalbum Songs in the Key of Beotch, das 2004 von Righteous Babe Records veröffentlicht wurde. 2007 folgten die Live-DVD Live in the Land of Oz sowie die Studio-CD The Moon Is Disgusting.
2008 tourte er zum wiederholten Male mit dem experimentellen Gitarristen Buckethead und veröffentlichte mit ihm als Frankenstein Brothers das Album Bolt on Neck (Anm.: als bolt-on neck wird die von der Firma Fender populär gemachte Verbindung von Gitarrenhals und -Korpus mittels Bolzen oder Schrauben bezeichnet).

## Die Magic Pipe

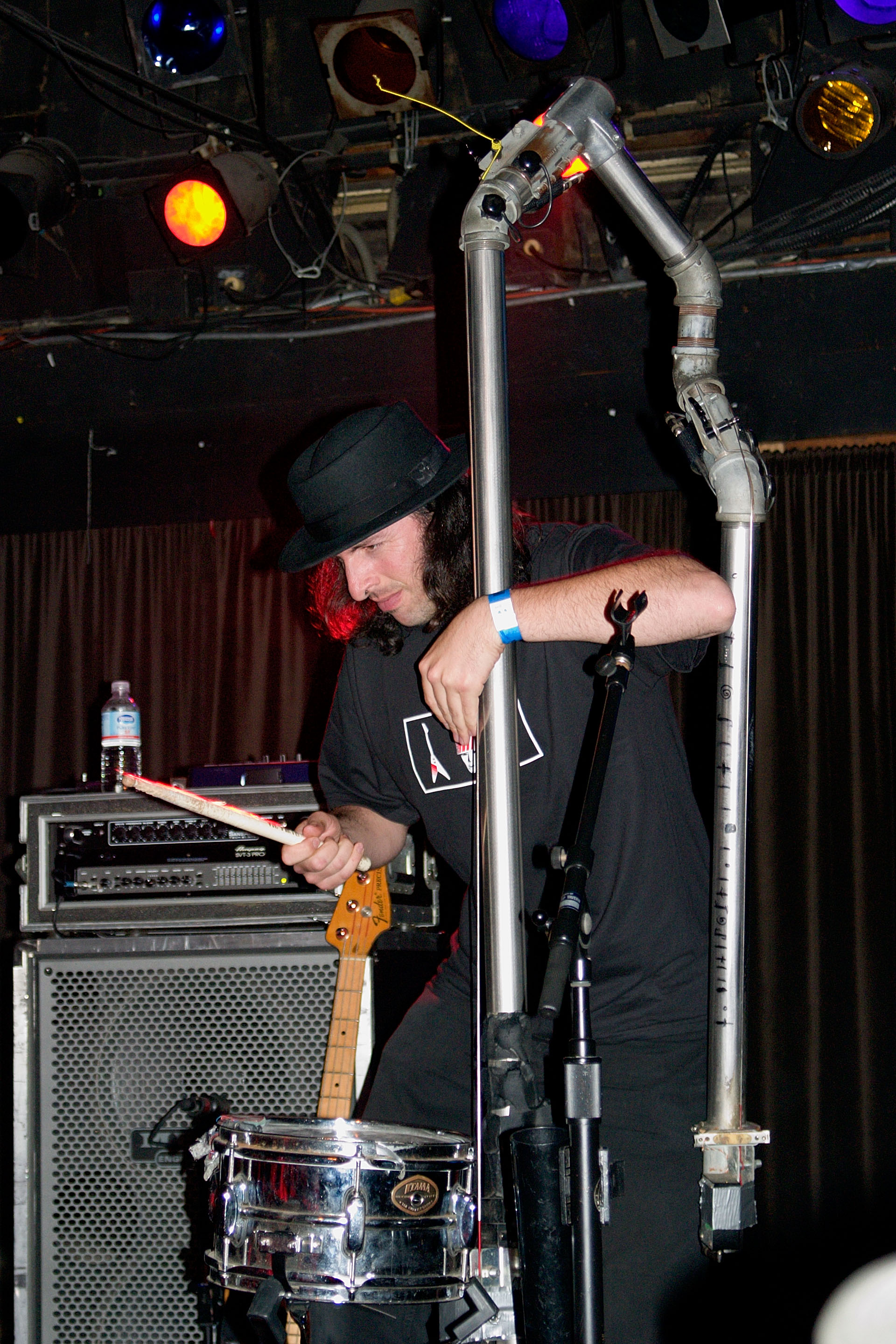
That 1 Guy live im April 2006

Silvermans Instrument besteht zum Großteil aus handelsüblichen Metallrohren nebst passender Fittings, die in harfenähnlicher Form miteinander verbunden sind. Über dieses Konstrukt sind zwei einzelne Saiten gespannt, welche gezupft oder mit einem Bogen bespielt werden können. Außerdem ist das Instrument mit zahlreichen Sensoren versehen, die zum Abrufen verschiedener Schlagzeugsamples dienen. Fußmaschinen und eine Snaredrum komplettieren das Instrument.

## Diskographie
- 2004: Songs in the Key of Beotch
- 2007: Live in the Land of Oz (DVD)
- 2007: The Moon Is Disgusting
- 2008: Bolt on Neck (als Frankenstein Brothers mit Buckethead)
- 2010: Packs A Wallop!

### Beteiligungen (Auswahl)
- 1999: Lipsbury Pinfold von Karry Walker
- 2006: Orphans: Brawlers, Bawlers & Bastards von Tom Waits